# دانيال غوردون (مصور)
دانيال غوردون (بالإنجليزية: Daniel Gordon)‏ هو مصور أمريكي، ولد في 1980 في بروكلين في الولايات المتحدة.